# JIA東海住宅建築賞
JIA東海住宅建築賞（ジェイアイエーとうかいじゅうたくけんちくしょう）は、2013年に創設された東海4県に建設された住宅の施主、設計者、施工者に与えられる賞である。公益社団法人日本建築家協会東海支部主催の賞であり、大賞1作品、優秀賞2〜3、奨励賞2〜3とし、それぞれに賞状を贈る。

## 歴代受賞作品・受賞者
| 受賞回・受賞年・審査員                  | 種類           | 作品名               | 受賞者(所属)                                              |
| --------------------------------------- | -------------- | -------------------- | --------------------------------------------------------- |
| 第１回2013年 横河健 伊藤恭行 藤原徹平   | 大賞           | 光の郭               | 川本敦史+川本まゆみ(エムエースタイル建築計画)             |
| 第１回2013年 横河健 伊藤恭行 藤原徹平   | 優秀賞         | 母の家               | 貞村道俊+吉元学+平野恵津泰(ワーク・キューブ)              |
| 第１回2013年 横河健 伊藤恭行 藤原徹平   | 奨励賞         | 坂の上の家           | 鈴木貴紀                                                  |
| 第１回2013年 横河健 伊藤恭行 藤原徹平   | 奨励賞         | OSHIKAMO             | 佐々木勝敏(佐々木勝敏建築設計事務所)                      |
| 第１回2013年 横河健 伊藤恭行 藤原徹平   | 奨励賞         | MOGURA               | 宇佐見寛(アトリエルクス)                                  |
| 第１回2013年 横河健 伊藤恭行 藤原徹平   | 奨励賞         | ナオ・ハウス         | 渡辺隆(渡辺隆建築設計事務所)                              |
| 第１回2013年 横河健 伊藤恭行 藤原徹平   | 奨励賞         | まちに森を作る家     | 栗原健太郎＋岩月美穂(studio velocity)                     |
| 第２回2014年 横河健 伊藤恭行 五十嵐淳   | 大賞           | Dragon Court Village | Eureka（稲垣淳哉+佐野哲史+永井拓生+堀英佑）               |
| 第２回2014年 横河健 伊藤恭行 五十嵐淳   | 優秀賞         | 都市にひらいていく家 | 栗原健太郎+岩月美穂（studio velocity）                    |
| 第２回2014年 横河健 伊藤恭行 五十嵐淳   |                | LT城西               | 猪熊純+成瀬友梨+金田未来（猪熊・成瀬建築設計事務所）      |
| 第２回2014年 横河健 伊藤恭行 五十嵐淳   | 審査員特別賞   | 4+1HOUSE             | 米田雅樹（ヨネダ設計舎）                                  |
| 第２回2014年 横河健 伊藤恭行 五十嵐淳   | 奨励賞         | 富里の家             | 山田誠一（山田誠一建築設計事務所）                        |
| 第２回2014年 横河健 伊藤恭行 五十嵐淳   |                | Turn,Turn,Turn,      | 伴尚憲（bandesign）                                       |
| 第２回2014年 横河健 伊藤恭行 五十嵐淳   |                | ワークショップ       | 川本敦史+川本まゆみ（エムエースタイル建築計画）           |
| 第３回2015年 青木淳 堀部安嗣 長谷川豪   | 大賞           | Nの住宅地の住宅      | 木村吉成+松本尚子（木村松本建築設計事務所）               |
| 第３回2015年 青木淳 堀部安嗣 長谷川豪   | 優秀賞         | 安城の家             | 谷尻誠+吉田愛（SUPPOSE DESIGN OFFICE）                    |
| 第３回2015年 青木淳 堀部安嗣 長谷川豪   |                | みんなの家づくり     | 松本繁雄+服部信康+増田憲司（箱屋+服部信康建築設計事務所） |
| 第３回2015年 青木淳 堀部安嗣 長谷川豪   |                | 福田邸               | 米澤隆（米澤隆建築設計事務所）                            |
| 第３回2015年 青木淳 堀部安嗣 長谷川豪   | 奨励賞         | eaves house          | 川本敦史+川本まゆみ（エムエースタイル建築計画）           |
| 第３回2015年 青木淳 堀部安嗣 長谷川豪   |                | 大門の母屋と新屋     | 栗原健太郎+岩月美穂（studio velocity）                    |
| 第３回2015年 青木淳 堀部安嗣 長谷川豪   |                | 栄町の光溜           | 佐々木勝敏（佐々木勝敏建築設計事務所）                    |
| 第４回2016年 青木淳 中村好文 長谷川豪   | 大賞           | 蔵前の家             | 吉田夏雄（吉田夏雄建築設計事務所）                        |
| 第４回2016年 青木淳 中村好文 長谷川豪   | 優秀賞青木賞   | 法連町の家           | 佐々木勝敏（佐々木勝敏建築設計事務所）                    |
| 第４回2016年 青木淳 中村好文 長谷川豪   | 優秀賞中村賞   | 表山の家             | 谷尻誠+吉田愛（SUPPOSE DESIGN OFFICE）                    |
| 第４回2016年 青木淳 中村好文 長谷川豪   | 優秀賞長谷川賞 | 擁壁のまちをつなぐ家 | 栗原健太郎+岩月美穂（studio velocity）                    |
| 第４回2016年 青木淳 中村好文 長谷川豪   | 奨励賞         | ヒカリノコヤ         | 川本敦史+川本まゆみ（エムエースタイル建築計画）           |
| 第４回2016年 青木淳 中村好文 長谷川豪   |                | Nesting in the Sky   | 岸本和彦（acaa建築研究所）                                |
| 第５回2017年 堀部安嗣 手塚由比 前田圭介 | 大賞           | 傘の家               | 原田真宏+原田麻魚（MOUNT FUJI ARCHITECTS STUDIO）         |
| 第５回2017年 堀部安嗣 手塚由比 前田圭介 | 優秀賞         | 光庭の棲             | 川本敦史＋川本まゆみ（エムエースタイル建築計画）          |
| 第５回2017年 堀部安嗣 手塚由比 前田圭介 |                | 刈谷の家             | 谷尻誠＋吉田愛（SUPPOSE DESIGN OFFICE Co.,Ltd.）          |
| 第５回2017年 堀部安嗣 手塚由比 前田圭介 | 審査員特別賞   | nagono no mise       | 平野恵津泰+桑原雅明+吉元学+今井大輔(ワーク○キューブ）     |
| 第５回2017年 堀部安嗣 手塚由比 前田圭介 | 奨励賞         | 減築の家             | 浅井裕雄+吉田澄代(裕建築計画）                            |
| 第５回2017年 堀部安嗣 手塚由比 前田圭介 |                | 名古屋のコートハウス | 保坂猛(保坂猛建築都市設計事務所）                         |
| 第５回2017年 堀部安嗣 手塚由比 前田圭介 |                | 加茂の家             | 山田誠一（山田誠一建築設計事務所）                        |
| 第５回2017年 堀部安嗣 手塚由比 前田圭介 |                | 白と黒の家           | 米澤隆（米澤隆建築設計事務所）                            |